# Sécurité ferroviaire
 (novembre 2010).
Si vous disposez d'ouvrages ou d'articles de référence ou si vous connaissez des sites web de qualité traitant du thème abordé ici, merci de compléter l'article en donnant les références utiles à sa vérifiabilité et en les liant à la section « Notes et références ».
La sécurité ferroviaire est un ensemble de moyens humains et techniques permettant d'éviter les accidents ferroviaires, ou de diminuer les conséquences de tels accidents.
La norme ferroviaire EN 50128 détermine 5 niveaux d'intégrité de sécurité appelés SIL (Safety Integrity Level en anglais), allant du moins critique (0) au plus critique (4). Le niveau de SIL définit les approches qualitative (défaillances systématiques) et quantitative (défaillances aléatoires) de maîtrise des risques.

## Les mesures composant la sécurité ferroviaire

### La signalisation
La signalisation ferroviaire est un ensemble d'informations destinées à un véhicule circulant sur une voie ferrée, lui indiquant quand se mettre en mouvement, quand s'arrêter et la vitesse à ne pas dépasser essentiellement dans le but de supprimer les risques ferroviaires énoncés plus bas. Par exemple le risque de rattrapage est géré par un des systèmes de cantonnement. Sur les lignes classiques les plus fréquentées, il s'agit fréquemment du block automatique lumineux. 

#### En France
En France, sur les lignes équipées du block automatique lumineux, chaque train, au fur et à mesure de sa progression, provoque la fermeture puis la réouverture des signaux  (sémaphores et avertissements).
Sur les autres lignes, on parle de bloc manuel, c'est un agent (nommé garde) chargé de gérer les signaux. L'agent doit alors maintenir son signal fermé jusqu'à ce que le garde suivant lui confirme le dégagement de la zone concerné (appelé canton).

### Les règles de conception de matériel et de la voie
Les installations de sécurité sont conçues pour qu'une anomalie n'entraîne jamais une situation moins restrictive. Ainsi par exemple, un fil coupé ou un fusible grillé permettra de présenter un feu rouge, jamais un feu vert.
La limitation du nombre de passages à niveaux permet d'éviter des collisions avec des véhicules routiers.
Le développement des logiciels embarqués dans les trains se fait en suivant la méthode B, ce qui permet de diminuer le risque de bug.

### Les boucles de rattrapage
Une défaillance humaine ou technique ne doit pas suffire à elle seule à aboutir à une situation dangereuse. Pour cela, des « boucles de rattrapage » sont prévues : ce sont des dispositifs techniques qui surveillent l'action de l'homme. Afin de maintenir l'homme en état de vigilance, cette surveillance n'agit qu'en arrière-plan : c'est l'homme qui agit et non l'automatisme.
Exemples de boucles de rattrapage :
- répétition par crocodile : lors du passage au niveau d'un signal d'annonce, le conducteur doit appuyer sur un bouton poussoir, attestant qu'il a bien observé le signal fermé. S'il ne le fait pas, le train effectue automatiquement un freinage d'urgence après quelques secondes ;
- pédale de l'homme mort : le conducteur doit actionner une commande à intervalles réguliers, afin de certifier qu'il est conscient et attentif, faute de quoi le train effectue automatiquement un freinage d'urgence ; le nom provient du premier dispositif, qui consistait en une pédale qui devait être maintenue enfoncée ; ce dispositif est maintenant appelé VACMA (Veille Automatique à Contrôle de Maintien d'Appui) ou plus simplement VA (veille automatique) ;
- contrôle de vitesse par balises (KVB) : si la vitesse du train dépasse celle calculée par l'installation embarquée, le freinage d'urgence est mis automatiquement en œuvre. Cependant, compte tenu du coût d'installation, tous les signaux ne sont pas équipés de ce dispositif ;
- détonateur : il s'agit d'un appareil émettant une forte explosion audible par le conducteur pour lui indiquer qu'il vient de franchir un signal carré fermé.

En exemple, comment l'accident de Melun en 1991 a-t-il pu alors se produire malgré les boucles de rattrapage ?
- Le conducteur a bien appuyé sur le bouton au passage du signal d'annonce (avertissement) : il était donc opérationnel à ce moment. Si malaise il y a eu ensuite, la VACMA n'a pas eu temps de déclencher le freinage d'urgence (tolérance de maintien d'appui de 55 secondes)[réf. nécessaire] ;
- Le KVB était en cours d'installation sur le site de Melun, mais pas encore en service. Si cette installation avait été en service à ce moment, cela aurait permis un arrêt automatique du train avant le point protégé (premier aiguillage). En supposant qu'un malaise du conducteur se soit produit avant l'avertissement, l'absence d'appui sur le bouton poussoir de vigilance aurait déclenché le freinage d'urgence et évité cet accident. S'il s'était produit après l'avertissement, le KVB aurait déclenché le freinage d'urgence, par survitesse.[réf. nécessaire]

### La réglementation
Limitation du trafic, des vitesses selon les zones ...

### Les mesures diminuant les effets d'un accident
La conception de l'articulation des voitures et répartition de la masse : lors d'un déraillement, le renversement du train est le phénomène qui cause le plus de victimes ; pour éviter cela, la répartition de la masse des voitures est étudiée afin que le centre de gravité soit le plus bas possible ; par ailleurs, l'articulation des voitures doit limiter les possibilités de roulis, en maintenant une certaine solidarité entre les voitures. La rigidité de l'ensemble est prévue pour que le train se comporte soit comme une chaine à maillons bien séparés pour des réseaux vieillis ou instables soit comme un ensemble d'une souplesse contrôlée : ainsi lors de l'effondrement d'un pont à la suite d'une crue en Italie la motrice d'un TGV (dont les bogies se situent entre les voitures) est restée au 3/4 suspendue quasi horizontalement au-dessus du vide[réf. nécessaire].
La prévision de la déformation-absorption d'énergie du train est faite : de même que pour les voitures automobiles, les voitures des trains possèdent une zone de déformation à l'avant et à l'arrière du train qui amortit les chocs, diminue la décélération ; le reste de la voiture est quant à lui étudié pour conserver un volume permettant la survie, le but étant d'éviter les écrasements par la déformation de la tôle.
La prévision du chevauchement de deux trains ou de deux voitures consécutives en contact est faite par des dispositions ou dispositifs maintenant les véhicules alignés en résistant à la résultante verticale issue des efforts de compression lors des collisions ;

## Risques ferroviaires
Il existe cinq risques principaux, :
- Le nez-à-nez ;
- Le rattrapage ;
- La prise en écharpe ;
- Le déraillement ;
- L'obstacle.

Le déraillement peut intervenir en raison d'une vitesse excessive du train,, d'une voie déformée, ou encore d'un obstacle sur la voie.

### Risques liés à la circulation des trains
- Nez-à-nez : il s’agit d’une collision frontale entre deux trains. Il est le plus souvent dû à une erreur humaine  (sauf sur certains postes aux technologies plus ou moins anciennes, ce risque est protégé par les installations de sécurité). La collision de Zoufftgen en octobre 2006 en est un exemple.
- Rattrapage : contrairement au nez-à-nez, il s’agit ici d’une collision par l’arrière. Un train percute un autre train qui se trouve devant lui  (ce risque est protégé par le principe du cantonnement). La catastrophe ferroviaire de Lagny-Pomponne survenue le 23 décembre 1933 en est un des exemples les plus tragiques.
- Prise en écharpe : il s’agit d’une collision latérale qui se produit à une intersection de voies. Par exemple, un train qui s’engage sur une voie sur laquelle circule déjà un autre train allant dans le même sens (sauf sur certains postes aux technologies plus ou moins anciennes, ce risque est protégé par les installations de sécurité).
- Dérive : il peut s'agir d'un ou de plusieurs véhicules  (voiture, wagon) qui se met en marche à la suite d'une immobilisation défaillante, notamment en présence d'une pente importante. Mais le plus fort risque reste l'inefficacité du freinage d'un train, appelé enrayage, provoqué par la présence d'une pâte graisseuse issue de la chute de feuilles mortes sur les voies, parfois de conditions climatiques très mauvaises ou de la combinaison des deux. Des procédures de sécurité strictes permettent de limiter au maximum les risques encourus (prise en écharpe, rattrapage...). La dérive est un des risques majeurs ayant amené à la modification de l'ancien signal d'alarme.[réf. souhaitée] En effet, une utilisation inappropriée de l'alarme a été le premier élément menant à l'accident de la gare de Lyon.

### Risques liés à l'état du matériel roulant
- Échauffement de boîte de roulement. Un système automatique nommé détecteur de boîtes chaudes (DBC) implanté sur la voie permet de capter le rayonnement calorique dégagé par les boîtes d'essieux et, en cas de température anormale, il avise de l'anomalie le poste responsable en lui précisant le numéro de l'essieu concerné et de l'intensité de l'échauffement. Le poste répercute l'information au conducteur du train qui devra s'arrêter (surtout pas avec le bouton d'urgence ce qui pourrait amplifier l'échauffement) et effectuer une visite du train, en « tâtant » les boîtes d'essieux. En France, une opération visuelle réglementaire permet également de détecter les boîtes chaudes.
- Rupture d'essieu.
- Rupture de bandage de roue (cf. accident d'Eschede en Allemagne).
- Défaillance du système de freinage : cette notion n'existe pas en tant que telle, car contrairement à un véhicule routier, naturellement en roue libre  (il faut appuyer sur une pédale pour freiner), le système de freinage d'un train est naturellement serré par un dispositif indépendant à air sous pression. Pour pouvoir faire avancer un train, il faut alimenter en air un autre système  (la conduite générale), la pression provoquant le desserrage. En cas d'anomalie au desserrage, un dispositif permet d'isoler la voiture ou le wagon  (qui n'est alors plus freiné), permettant ainsi au convoi de se remettre en marche, éventuellement à une vitesse limitée en fonction de ses nouvelles caractéristiques de freinage. Dans le cas de l'accident de la Gare de Lyon, il s'agissait de l'utilisation d'un signal d'alarme ancien système, directement relié à la conduite générale, provoquant l'arrêt du train. Un incident au desserrage a amené le conducteur à isoler la voiture correspondante, mais dans la précipitation et les circonstances, il a omis une action et a isolé la voiture concernée et toutes celles situées derrière. Dès lors, seul le freinage de la motrice restait activé, ce qui est très insuffisant pour arrêter le convoi.
 Depuis 1994 en France, le signal d'alarme classique est progressivement remplacé par un signal d'alarme par interphonie (SAI) qui ne provoque plus l'arrêt du convoi mais permet d'entrer en relation avec le conducteur. C'est lui qui prendra la décision la plus appropriée (arrêt reporté en fonction du lieu d'intervention le plus rapide pour les secours (Police, Pompiers, Samu, etc.) le plus souvent ; ou arrêt d'urgence sans délai si le signal est déclenché au départ d'une gare.

### Risques liés à la conception du matériel roulant
- Très rare, l'accident de la gare de l'Est est l'exception : le matériel, très ancien, ne s'opposait pas au maintien de la traction lors d'un freinage, chose impossible sur la quasi-totalité des engins moteurs actuels.

### Risques liés à la conception des installations de signalisation
La conception des installations de signalisation est conçue pour présenter une situation sécuritaire en cas de défaillance. Ainsi, les situations sécuritaires (feu rouge par exemple) le sont par coupure de courant, tandis que les situations libératoires (feu vert par exemple) le sont par émission de courant. Dans très rares cas, la mauvaise conception des installations (inversion de branchements électriques, mauvaise isolation des fils conducteurs, etc.) peut entraîner une situation libératoire au lieu d'une situation sécuritaire. L'accident du 17 juillet 2014 entre le TER Pau-Bordeaux et le TGV Tarbes-Paris est un des rares exemples récent.

### Risques liés à l'état de l'infrastructure
- Effondrement d'un ouvrage : pont, viaduc, voûte d'un tunnel ou même de la plate-forme sur laquelle repose la voie, notamment en cas d'inondation.
- Cassure d'un rail (cf. accident des Landes).
- Déformation de la voie courante ou défaut dans un appareil de voie.

### Risques liés à une erreur humaine
- À la conduite, non-respect de la signalisation (franchissement intempestif d'un signal d'arrêt fermé, excès de vitesse...). Des systèmes de sécurité s'y opposent sur la plupart des installations.
  - Le KVB: ce système contrôle en permanence la vitesse du train conformément à la réglementation et la signalisation. En cas de dépassement de vitesse, une alerte est donnée au conducteur. Si l'écart devient plus important, le train est  « pris en charge »  par un freinage d'urgence et une procédure de remise en marche. Sur certaines parties de voie, le KVB imposera une vitesse (30 ou 10 km/h) même si la signalisation autorise plus.
  - L'application de la VISA  (Vitesse Sécuritaire d'Approche) prévient le franchissement d'un signal d'arrêt fermé. Si le conducteur a franchi un avertissement fermé (feu jaune fixe, précédant un signal d'arrêt), il doit circuler à une vitesse inférieure à 30 km/h à 200 mètres du signal annoncé fermé, afin de pouvoir s'arrêter en toute sécurité si le signal est fermé. Même si le signal annoncé s'ouvre entre-temps, la VISA devra être respectée jusqu'au franchissement de ce dernier (harmonisation des gestes).
  - Le KVBP est une version du KVB qui a été installé dans les zones à forte densité de circulation. Il fonctionne par transmission continue par le rail des informations liées à la signalisation. Il permet, lorsqu'un signal fermé s'ouvre au Voie Libre (feu vert), d'affranchir dans certaines conditions le conducteur d'effectuer la VISA. Un signal fermé qui s'ouvre peut donc dans certaines conditions être franchi par le train à une vitesse supérieure à 30 km/h.
- À l'exploitation : les postes actuels sont dits « enclenchés », c'est-à-dire qu'il est impossible matériellement de réaliser des commandes qui pourraient compromettre la sécurité des circulations, comme d'établir simultanément deux itinéraires incompatibles, ou de manœuvrer un aiguillage sous un train. Toutefois, en cas de dérangement d'installations de sécurité, des procédures réglementaires (donc humaines) très strictes sont prévues, pour permettre le passage des trains en mode dégradé. Dans ce cas, une erreur serait lourde de conséquences.

### Risques liés à des éléments extérieurs
- Obstacle sur la voie : risque de collision avec un objet (voiture, camion, coulée de boue, wagon ou train en dérive...) qui se trouve sur la voie où circule le train ou sur laquelle il est susceptible de s'engager.
- Attentat criminel, comme celui du train Naples - Milan.

## Les institutions en rapport avec la sécurité ferroviaire
Dans l'Union européenne, la directive 2004/49/CE DU PARLEMENT EUROPÉEN ET DU CONSEIL du 29 avril 2004 concernant la sécurité des chemins de fer communautaires  cadre l'organisation de la sécurité ferroviaire.
En particulier, il stipule que « Chaque État membre établit une autorité de sécurité. Cette autorité peut être le ministère chargé des questions de transports; dans son organisation, sa structure juridique et ses décisions, elle
doit être indépendante des entreprises ferroviaires, des gestionnaires de l’infrastructure, des demandeurs de certification et des entités adjudicatrices.»

En France, c'est la direction générale des infrastructures, des transports et de la mer, par son bureau de la sécurité des transports guidés, qui élabore et met en œuvre, en liaison avec l'établissement public de sécurité ferroviaire(EPSF), créé en 2006, et le service technique des remontées mécaniques et des transports guidés, les dispositifs législatifs et réglementaires relatifs à la sécurité et à l'interopérabilité des transports ferroviaires, des remontées mécaniques et des transports guidés.
En France, le Bureau d’Enquêtes sur les Accidents de Transport Terrestre, ou BEA-TT, a pour mission principale de réaliser les enquêtes techniques sur les accidents et incidents de transport terrestre qui sont suivies de recommandations afin d'améliorer la sécurité.
Un comité de suivi de la sécurité ferroviaire, qui a été mis en place par le Gouvernement en 2015,  se réunit tous les 6 mois. Ce comité a pour objectif de faire le point sur la situation de la sécurité ferroviaire et sur les actions mises en place par chacun des acteurs.

## Performances européennes
En 2021, l'agence pour railways de l'union européenne publie un rapport sur l'atteinte des objectifs de sécurité.
Pour des raisons techniques, il est temporairement impossible d'afficher le graphique qui aurait dû être présenté ici.

Pour des raisons techniques, il est temporairement impossible d'afficher le graphique qui aurait dû être présenté ici.

Pour des raisons techniques, il est temporairement impossible d'afficher le graphique qui aurait dû être présenté ici.

Pour des raisons techniques, il est temporairement impossible d'afficher le graphique qui aurait dû être présenté ici.

Pour des raisons techniques, il est temporairement impossible d'afficher le graphique qui aurait dû être présenté ici.

Pour des raisons techniques, il est temporairement impossible d'afficher le graphique qui aurait dû être présenté ici.